# نائوزابورو اوکابه
نائوزابورو اوکابه (انگلیسی: Naozaburo Okabe; ۳۰ سپتامبر ۱۸۸۷ – ۲۳ نوامبر ۱۹۴۶) فرد نظامی اهل ژاپن بود.